# The Heart of Everything
The Heart of Everything este cel de-al patrulea album al formației olandeze de metal simfonic, Within Temptation.

## Informații generale
Începând înregistrările la cel de-al patrulea album încă din anul 2006, trupa Within Temptation a revenit pe piața muzicală în primăvara anului 2007 cu un nou material, sub numele de The Heart of Everything. Datele oficiale ale lansării au variat pe cuprinsul Europei, iar albumul a fost lansat în același an și în țări precum S.U.A. sau Japonia. Albumul a primit cecenzii bune în general, site-uri precum RockReviews sau Metal Hammer dându-i nouă stele din zece. Criticii au remarcat stilul mult mai comercial adoptat de către trupă și stagnarea formației din punct de vedere al complexității muzicii sale.
Într-un interviu, Sharon den Adel, solista Within Temptation a comentat titlul albumului: „Tema de bază a albumului este: Ce găsim important în viață? Care este centrul vieții noastre individuale? Acesta este sensul titlului „The Heart of Everything" - care sunt lucrurile importante din viață? - deoarece trebuie să luăm multe decizii în viață. Pe acest album vorbim despre religie într-un mod, dar și despre sacrificiu...fiecare melodie este inspirată de diferite decizii importante ce trebuie luate în viață."

## Structura
1 „The Howling”
2 „What Have You Done” împreună cu Keith Caputo
3 „Frozen” 	
4 „Our Solemn Hour”
5 „The Heart of Everything”
6 „Hand of Sorrow”
7 „The Cross”
8 „Final Destination” 
9 „All I Need”
10 „The Truth Beneath the Rose”
11 „Forgiven”

### Cântece
Discul single principal extras de pe album, intitulat „What Have You Done” reprezintă un duet cu solistul formației americane de muzică hard rock Life of Agony, Keith Caputo. 
Piesele „The Howling” și „Sounds of Freedom” au fost create pentru a fi incluse pe coloana sonoră a jocului pentru computer The Chronicles of Spellborn. Versurile cântecului „The Howling” prezintă o poveste bazată pe faptele „Howlerilor”, creaturi fictive prezente în universul jocului Spellborn. Piesa a fost extrasă pe disc single în primăvara anului 2007, iar videoclipul filmat în România îi surprinde pe membrii formației la granița dintre două lumi diferite.
Piesa „All I Need” a fost folosită ca și coloană sonoră a episodului 19 din serialul The Vampire Diaries

## Lista cântecelor
|    | Titlu                                         | Compozitori                             | Durată |
| -- | --------------------------------------------- | --------------------------------------- | ------ |
| 1  | „The Howling”                                 | Den Adel, Westerholt, Gibson            | 5:36   |
| 2  | „What Have You Done” împreună cu Keith Caputo | Den Adel, Westerholt, Gibson            | 5:13   |
| 3  | „Frozen”                                      | Den Adel, Westerholt, Gibson            | 4:28   |
| 4  | „Our Solemn Hour”                             | Den Adel, Westerholt, Spierenburg       | 4:17   |
| 5  | „The Heart of Everything”                     | Den Adel, Westerholt, Gibson, Kooreneef | 5:35   |
| 6  | „Hand of Sorrow”                              | Den Adel, Westerholt, Kooreneef         | 5:36   |
| 7  | „The Cross”                                   | Den Adel, Westerholt, Kooreneef         | 4:52   |
| 8  | „Final Destination”                           | Den Adel, Westerholt, Gibson            | 4:45   |
| 9  | „All I Need”                                  | Den Adel, Westerholt                    | 4:52   |
| 10 | „The Truth Beneath the Rose”                  | Den Adel, Westerholt, Kooreneef         | 7:05   |
| 11 | „Forgiven”                                    | Den Adel, Westerholt, Spierenburg       | 4:54   |